# جون شاسكي
جون شاسكي (بالإنجليزية: John Shasky) مواليد 31 يوليو 1964 في برمنغهام، هو لاعب كرة سلة أمريكي سابق. بدأ مسيرته الاحترافية في سنة 1986. تم اختياره من قبل فريق يوتا جاز خلال الدرافت. يبلغ طوله 6 قدم 11 بوصة (2.1 م). اعتزل اللعب في 1996.

## المسيرة الاحترافية
لعب مع شوليه باسكت في الدوري الفرنسي في موسم 1986–1987، ثم لعب مع ميامي هيت في موسم 1988–1989، ثم لعب مع غولدن ستايت ووريورز في موسم 1989–1990، ثم لعب مع دالاس مافيريكس في موسم 1990–1991، ثم لعب مع نادي بلد الوليد لكرة السلة في الدوري الإسباني في سنة 1994.

## روابط خارجية
- جون شاسكي على موقع إن بي أي (الإنجليزية)
- جون شاسكي على موقع سبورتس رفرنس (الإنجليزية)
- جون شاسكي على موقع الدوري الإسباني لكرة السلة (الإسبانية)
- جون شاسكي على موقع كلية كرة السلة في سبورتس رفرنس.كوم (الإنجليزية)
- جون شاسكي على موقع ريلجم (الإنجليزية)
- جون شاسكي على موقع بروبوليرز (الإنجليزية)
- جون شاسكي على موقع سبورتس رفرنس (الإنجليزية)